# Soulèvement d'Aranjuez
 (mars 2025).
Si vous disposez d'ouvrages ou d'articles de référence ou si vous connaissez des sites web de qualité traitant du thème abordé ici, merci de compléter l'article en donnant les références utiles à sa vérifiabilité et en les liant à la section « Notes et références ».
Pour les articles homonymes, voir Aranjuez (homonymie).

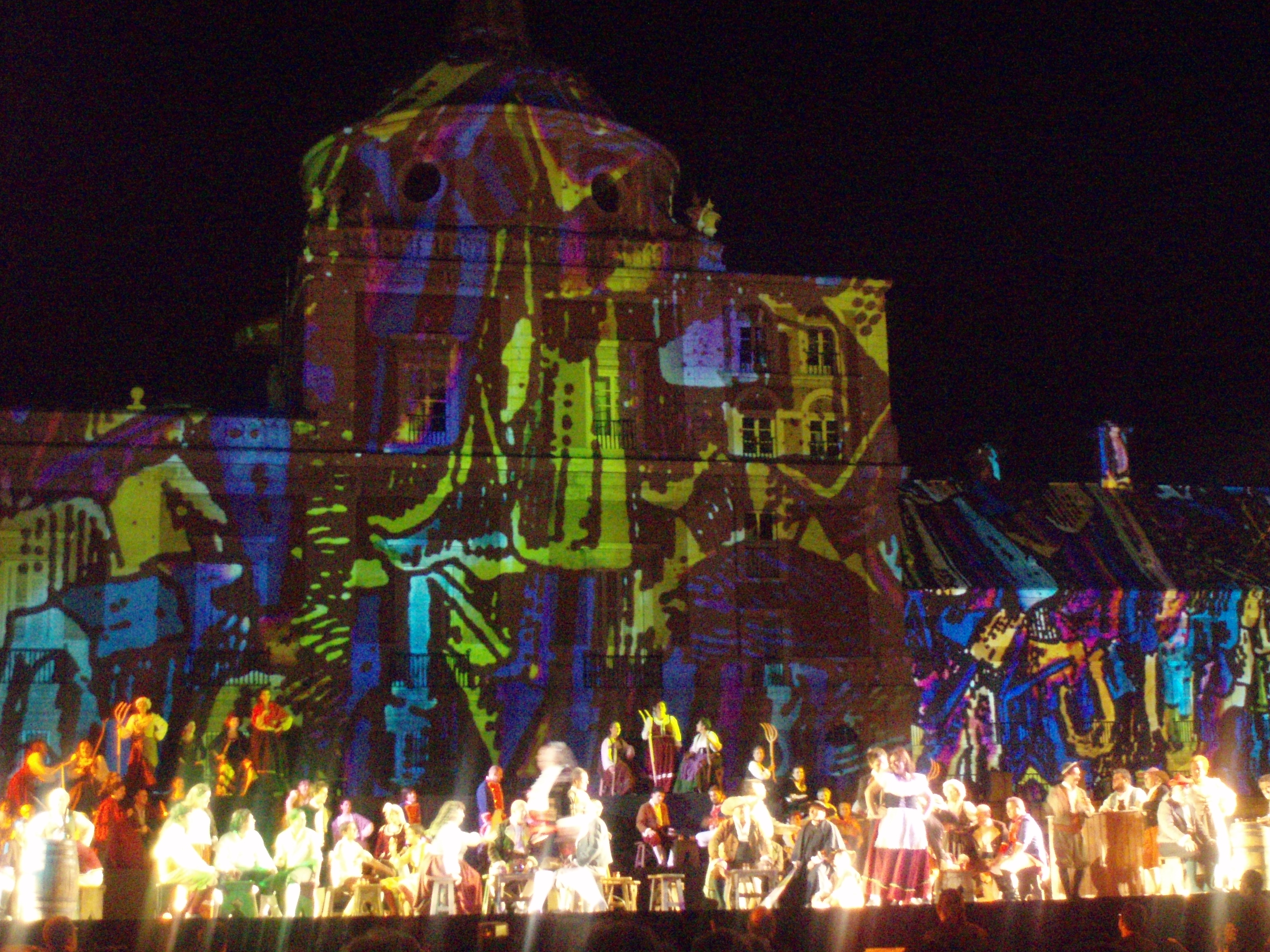
Représentation du Motín, avec le palais royal en fond (2006).

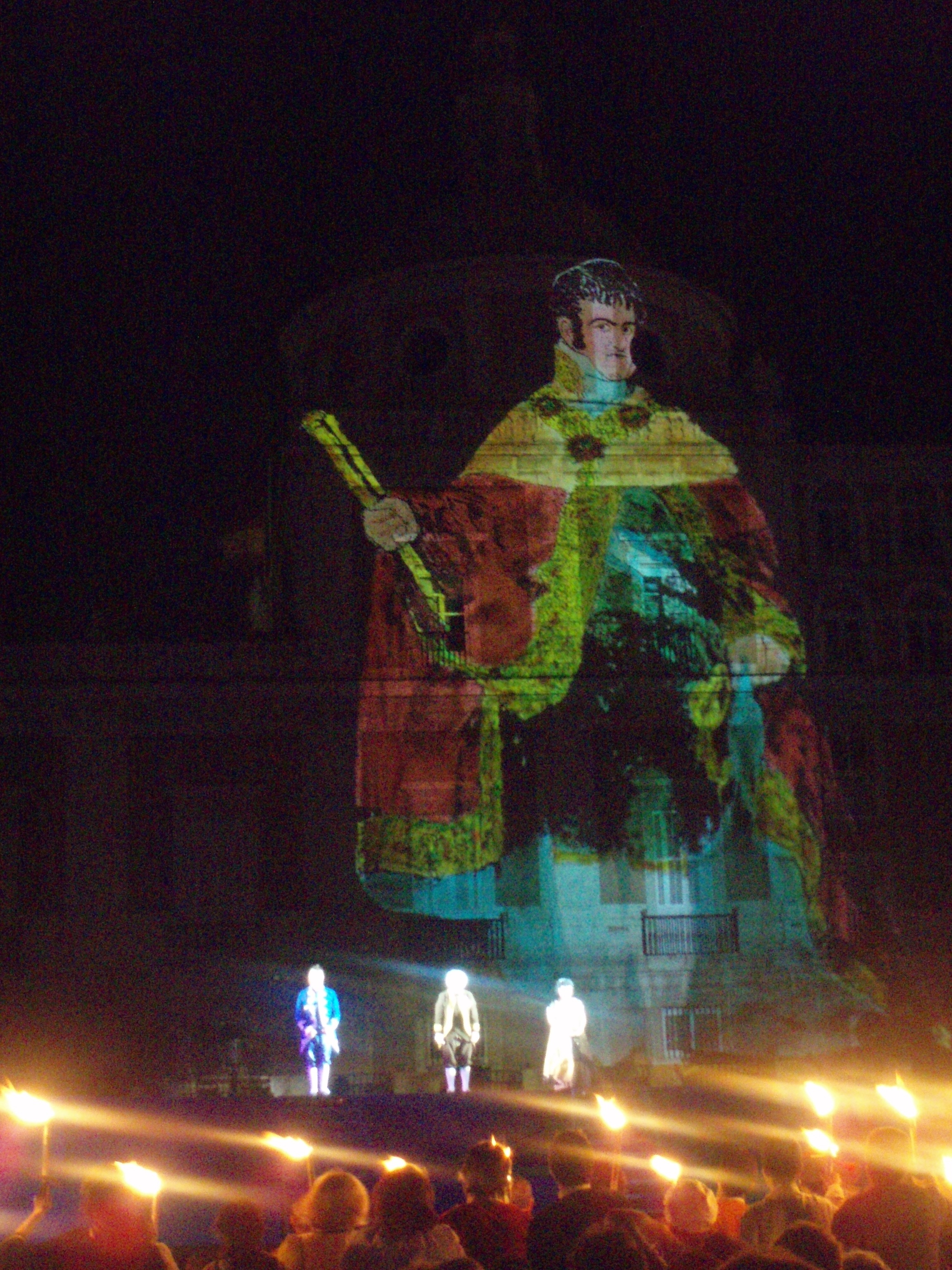
Scène du soulèvement avec Ferdinand VII sur le palais royal.

Le soulèvement d'Aranjuez (en espagnol Motín de Aranjuez) est un soulèvement populaire qui s'est déroulé le 17 mars 1808 dans les rues de la localité d'Aranjuez, dans l'actuelle communauté de Madrid, en Espagne.

## Historique
Les causes de l'émeute sont multiples, mais on doit avant tout la considérer comme une conséquence de la défaite de Trafalgar, qui affecte surtout les classes populaires. On peut y ajouter le mécontentement populaire et les intrigues courtisanes, qui mettent progressivement en place un noyau d'opposants autour du prince des Asturies, le futur Ferdinand VII, composés d'aristocrates très suspicieux vis-à-vis du pouvoir absolu de Godoy et scandalisés par les relations qu'il entretetient avec la reine Marie-Louise de Bourbon-Parme au vu et au su de tous, ainsi que la crainte du clergé face aux mesures de désamortissement.
La présence de troupes françaises en Espagne, en vertu du traité de Fontainebleau, est peu à peu devenue menaçante à mesure que celles-ci occupent, sans respecter ce traité, diverses localités espagnoles (Burgos, Salamanque, Pampelune, Saint-Sébastien, Barcelone ou Figueres). Le nombre de soldats français en Espagne sont environ 65 000 et contrôlent non seulement les communications avec le Portugal mais aussi avec Madrid et la frontière avec la France.
Leur présence finit par alarmer Godoy. En mars 1808, craignant le pire, la famille royale se retire à Aranjuez pour pouvoir, en cas de nécessité, prendre le chemin vers le sud vers Séville et embarquer pour l'Amérique, comme l'a déjà fait Jean VI de Portugal en novembre 1807 lors du transfert de la cour portugaise au Brésil.
Le 17 mars, après que la rumeur sur le voyage des rois se répand dans les rues, la foule, dirigée par des membres du parti de Ferdinand (des nobles proches du prince des Asturies), se réunit devant le palais royal d'Aranjuez et prend d'assaut le palais de Godoy, brûlant au passage toutes ses affaires personnelles. Le matin du 19, on retrouve Godoy caché dans les tapis de son palais. Il est transporté vers une garnison proche et reçoit une multitude de coups. Face à cette situation et devant la crainte d'un véritable lynchage, le prince Ferdinand intervient en véritable maître de la situation, son père abdiquant aux environs de midi ce même jour, et devient le roi Ferdinand VII.
Les événements d'Aranjuez furent les premiers râles d'agonie de l'Ancien Régime en Espagne. Le peuple a certes été manipulé, mais son intervention est néanmoins décisive puisqu'il obtient le renoncement non seulement d'un ministre haï, ce qui s'était déjà produit à l'occasion du soulèvement d'Esquilache, en 1766, mais aussi celui d'un souverain et l'accès au trône d'un nouveau roi, qui est légitimé par la volonté populaire.[réf. nécessaire]

## Commémorations
Ces événements sont commémorés chaque année au cours des fêtes d'Aranjuez, ou Fiestas del Motín, qui ont lieu durant la première semaine de septembre.